# 拉斯特卡什冰原島峰
85°33′S 174°8′W / 85.550°S 174.133°W
拉斯特卡什冰原島峰（英語：Last Cache Nunatak），是南極洲的冰原島峰，位於杜費克海岸，處於薩內韋爾德冰川東岸，由新西蘭探險隊命名，現時由南極條約體系管理。